# 桐ノ花光之助
桐ノ花 光之助（きりのはな みつのすけ、明治30年（1897年）1月2日 - 平成5年（1993年）8月24日）は、大正時代の大相撲力士。春日山部屋→立浪部屋所属。本名は冨永 惣治。最高位は西十両2枚目。

## 経歴
千葉県天羽郡湊町（現・富津市）出身。高等小学校卒業後、14歳の時家出同然で上京。畳屋で働いた後、春日山部屋へ入門し、緑嶌友之助の内弟子となる。明治45年（1912年）5月場所「湊浪」の四股名で初土俵を踏む。大正3年（1914年）1月、序ノ口に上がり、初めて番付に載った。翌大正4年（1915年）5月に師匠緑嶌が引退し、立浪部屋として正式に独立したのに伴い移籍した。大正7年（1918年）1月、三段目で「桐ノ花」に改名。大正9年（1920年）1月新十両。立浪部屋初の関取となった。十両に3場所連続いた後、大正10年（1921年）5月幕下に落ち、大正11年（1922年）5月東十両6枚目で復帰した。翌大正12年（1923年）1月には最高位となる西十両2枚目まで進んだ。この場所前に三河島事件が起こり、桐ノ花は十両力士代表として団体交渉に当たった。同年9月1日関東大震災により両国国技館が焼損、開催が不可能となった。そのため、協会は翌大正13年（1924年）1月場所を名古屋で開催すると発表。これに対して桐ノ花は猛反対、同場所を欠場し、帰京、東十両3枚目に名前を残したまま入幕目前で廃業。事実上の破門となった。
廃業後は東京で酒屋を開き、その後は郷里の上総湊で余生を過ごし、平成5年（1993年）に96歳で死去した。96歳235日は元力士の最長寿記録である。
妹は出羽海部屋の女中頭で、出羽ヶ嶽文治郎の妻であった。

## 成績
- 番付在位場所数：21場所
- 十両在位：7場所
- 十両成績：18勝18敗2分
- 各段優勝：幕下優勝1回

### 場所別成績
| 1912年 （明治45年） | （前相撲）             | （前相撲）          |
| 1913年 （大正2年） | （前相撲）             | （前相撲）          |
| 1914年 （大正3年） | 東序ノ口20枚目 –       | 東序二段73枚目 –    |
| 1915年 （大正4年） | 東序二段21枚目 –       | 西三段目63枚目 –    |
| 1916年 （大正5年） | 東三段目32枚目 –       | 西三段目17枚目 –    |
| 1917年 （大正6年） | 西三段目6枚目 –        | 東三段目28枚目 –    |
| 1918年 （大正7年） | 東三段目9枚目 –        | 西幕下40枚目 –      |
| 1919年 （大正8年） | 西幕下7枚目 3–2        | 東幕下4枚目 4–1     |
| 1920年 （大正9年） | 東十両12枚目 4–1       | 東十両5枚目 1–4     |
| 1921年 （大正10年） | 西十両12枚目 2–3       | 西幕下8枚目 3–2     |
| 1922年 （大正11年） | 西幕下3枚目 優勝 5–0   | 東十両6枚目 3–1 1分 |
| 1923年 （大正12年） | 西十両2枚目 5–4 1分    | 東十両3枚目 3–5     |
| 1924年 （大正13年） | 東十両3枚目 引退 0–0–0 | x                   |
| 各欄の数字は、「勝ち-負け-休場」を示す。 優勝 引退 休場 十両 幕下 三賞：敢=敢闘賞、殊=殊勲賞、技=技能賞 その他：★=金星 番付階級：幕内 - 十両 - 幕下 - 三段目 - 序二段 - 序ノ口 幕内序列：横綱 - 大関 - 関脇 - 小結 - 前頭（「#数字」は各位内の序列） |                        |                     |

- 幕下以下の地位は小島貞二コレクションの番付実物画像による。

## 改名
湊浪→桐ノ花（1918年1月場所-）